# William Bogert
William „Bill“ Bogert (geb. 24. Januar 1936 in New York City; gest. 12. Januar 2020 ebenda) war ein US-amerikanischer Schauspieler.

## Leben
Bill Bogert wirkte zwischen den 1960er- und 2010er-Jahren in vielen verschiedenen amerikanischen Fernsehserien als Gastdarsteller mit. In den 1980er-Jahren wurde er besonders durch seine Rolle als Brandon Brindle in der Fernsehserie Small Wonder bekannt. Er spielte auch Nebenrollen in einigen Kinofilmen, so als Vater von Matthew Brodericks Hauptfigur in John Badhams WarGames – Kriegsspiele (1983).
Im Jahr 1964 drehte Bill Bogert – selbst langjähriger Anhänger der Republikaner – im amerikanischen Präsidentschaftswahlkampf im Auftrag der Demokraten einen Wahlwerbespot mit dem Titel „Confessions of a Republican“. Er spielte in dieser Wahlwerbesendung einen Renegaten, der sich im Präsidentschaftswahlkampf aus Gewissensgründen für den Demokraten Lyndon B. Johnson einsetzt, weil ihm der Kandidat seiner eigenen Partei (damals Barry Goldwater) Angst mache.
Nach 52 Jahren stand der inzwischen über 80-jährige Bogert im Jahr 2016 plötzlich wieder im Interesse der Medien, nachdem das Onlineportal Quartz diesen Wahlwerbespot wieder gezeigt hatte und dieser rasch über die Medien weiterverbreitet wurde. Bogert wurde daraufhin in Fernsehshows wie der Rachel-Maddow-Show hinsichtlich der Relevanz dieses Werbespots für den Präsidentschaftswahlkampf 2016 interviewt. Im Rahmen der Wahlkampagne der demokratischen Präsidentschaftskandidatin Hillary Clinton entstand im Juli 2016 eine neue Fassung des alten Spots in ähnlicher Aufmachung und mit ähnlichen Grundaussagen, an dessen Ende Bill Bogert – diesmal in Bezug auf den republikanischen Kandidaten Donald Trump – auch wieder sagt: „Dieser Mann macht mir Angst. (Englisch: This man scares me.)“

## Familie
Bogert hatte 1975 bei seiner Arbeit in einem Theater in Stamford (Connecticut) die Schauspielerin und Puppenspielerin Eren Ozker kennengelernt, die unter anderem in der Muppet Show mitwirkte. Die beiden heirateten am 25. April 1977; ihre Ehe hielt bis zu Ozkers Tod am 26. Februar 1993.

## Filmografie (Auswahl)
- 1964: Lyndon Johnson: Confessions of a Republican (Fernseh-Kurzfilm)
- 1974: Ein Mann sieht rot (Death Wish)
- 1975: Hundstage (Dog Day Afternoon)
- 1976: Der Strohmann (The Front)
- 1977: Hexensabbat (The Sentinel)
- 1977: Starsky & Hutch (Fernsehserie, Folge The Commitee)
- 1978: Der Himmel soll warten (Heaven Can Wait)
- 1979/1981: M*A*S*H (Fernsehserie, 2 Folgen)
- 1980: Hart aber herzlich (Hart to Hart, Fernsehserie, Folge Der betrogene Betrüger)
- 1980: Einmal Scheidung, bitte! (The Last Married Couple in America)
- 1980: Ein wahrer Held (Hero at Large)
- 1981–1983: The Greatest American Hero (Fernsehserie, 12 Folgen)
- 1982: Der Mann ohne Gnade (Death Wish II)
- 1983: Hart aber herzlich (Hart to Hart, Fernsehserie, Folge Original oder Fälschung?)
- 1983: WarGames – Kriegsspiele (WarGames)
- 1983–1986: Trapper John, M.D. (Fernsehserie, 3 Folgen)
- 1985–1989: Vicki (Small Wonder; Fernsehserie, 28 Folgen)
- 1986: Die Stewardessen Academy (Stewardess School)
- 1991–2003: Law & Order (Fernsehserie, 4 Folgen)
- 1995: Columbo: Seltsame Bettgenossen (Strange Bedfellows, Fernsehreihe)
- 1998: Ein perfekter Mord (A Perfect Murder)
- 2007: Gilmore Girls (Fernsehserie, Folge Unto the Breach)
- 2010: Law & Order: Special Victims Unit (Fernsehserie, Folge Confidential)
- 2014: Time Out of Mind
- 2019: Ode to Joy